# 列佩季哈
47°19′42″N 33°3′1″E / 47.32833°N 33.05028°E
列佩季哈（烏克蘭語：Лепетиха），是烏克蘭南部的村莊，隸屬尼古拉耶夫州的巴什坦卡區。該村始建於1929年，面積2.19平方公里，海拔高度76米，2001年人口1,190，人口密度每平方公里543.4人。